# Kanton Clamecy
Clamecy is een kanton van het Franse departement Nièvre. Het kanton maakt deel uit van het arrondissement Clamecy.

## Gemeenten
Het kanton Clamecy omvatte tot 2014 de volgende 14 gemeenten:
- Armes
- Billy-sur-Oisy
- Breugnon
- Brèves
- Chevroches
- Clamecy (hoofdplaats)
- Dornecy
- Oisy
- Ouagne
- Pousseaux
- Rix
- Surgy
- Trucy-l'Orgueilleux
- Villiers-sur-Yonne

Ingevolge de herindeling van de kantons bij decreet van 18 februari 2014 met uitwerking op 22 maart 2015 werden volgende 32 gemeenten aan het kanton toegevoegd : 
- Amazy
- Asnois
- La Chapelle-Saint-André
- Corvol-l'Orgueilleux
- Courcelles
- Cuncy-lès-Varzy
- Dirol
- Entrains-sur-Nohain
- Flez-Cuzy
- Lys
- La Maison-Dieu
- Marcy
- Menou
- Metz-le-Comte
- Moissy-Moulinot
- Monceaux-le-Comte
- Neuffontaines
- Nuars
- Oudan
- Parigny-la-Rose
- Ruages
- Saint-Aubin-des-Chaumes
- Saint-Didier
- Saint-Germain-des-Bois
- Saint-Pierre-du-Mont
- Saizy
- Talon
- Tannay
- Teigny
- Varzy
- Vignol
- Villiers-le-Sec